# Abel Stensrud
Abel Stensrud (Oslo, 23 mei 2002) is een Noors voetballer die doorgaans speelt als aanvaller. Hij verruilde in 2025 TOP Oss voor FC Trapani 1905.

## Clubcarrière
Stensrud doorliep de jeugdopleidingen van Hasle-Løren IL en Skeid Fotball. Bij laatstgenoemde debuteerde hij ook in het seniorenvoetbal, op 3 oktober 2020 tegen Kjelsås IL in de 2. Divisjon. In het seizoen 2021 maakte Stensrud 22 doelpunten in 22 westrijden, waaronder zes keer tegen het tweede elftal van Rosenborg BK (12-0). In januari 2022 maakte hij de overstap naar Odds BK, waar hij op 10 april 2022 zijn debuut maakte in de Eliteserien tegen Rosenborg BK (0-1). Odd verhuurde hem voor het seizoen 2023 aan Bryne FK en Moss FK.
In januari 2024 ging Stensrud naar TOP Oss, in de Eerste divisie. Hij debuteerde op 19 januari tegen Telstar (1-0). Op 26 februari maakte hij zijn eerste twee doelpunten voor de club, tegen Jong FC Utrecht (3-0). In totaal speelde Stensrud veertig wedstrijden voor TOP, waarin negen keer scoorde.
In januari 2025 verkaste hij naar FC Trapani 1905 in de Serie C.

## Statistieken
| Seizoen | Club            | Competitie     | Competitie | Competitie | Beker | Beker | Overig | Overig | Totaal | Totaal |
| Seizoen | Club            | Competitie     | Wed.       | Dlp.       | Wed.  | Dlp.  | Dlp.   | Dlp.   | Wed.   | Dlp.   |
| ------- | --------------- | -------------- | ---------- | ---------- | ----- | ----- | ------ | ------ | ------ | ------ |
| 2020    | Skeid Fotball   | 2. Divisjon    | 2          | 0          | 0     | 0     | 0      | 0      | 2      | 0      |
| 2021    | Skeid Fotball   | 2. Divisjon    | 22         | 22         | 1     | 0     | 0      | 0      | 23     | 22     |
| 2022    | Odds BK         | Eliteserien    | 16         | 2          | 3     | 1     | 0      | 0      | 19     | 3      |
| 2022    | → Bryne FK      | 1. divisjon    | 0          | 0          | 1     | 0     | 0      | 0      | 1      | 0      |
| 2023    | → Bryne FK      | 1. divisjon    | 15         | 4          | 0     | 0     | 0      | 0      | 15     | 4      |
| 2023    | → Moss FK       | 1. divisjon    | 6          | 0          | 0     | 0     | 0      | 0      | 6      | 0      |
| 2023/24 | TOP Oss         | Eerste divisie | 17         | 4          | 0     | 0     | 0      | 0      | 17     | 4      |
| 2024/25 | TOP Oss         | Eerste divisie | 22         | 4          | 1     | 1     | 0      | 0      | 23     | 5      |
| 2025    | FC Trapani 1905 | Serie C        | 6          | 1          | 1     | 0     | 0      | 0      | 7      | 1      |
|         |                 |                | 106        | 37         | 7     | 2     | 0      | 0      | 113    | 39     |

Bijgewerkt op 15 mei 2025.